# Громов, Сергей Александрович (полный кавалер ордена Славы)
Сергей Александрович Громов (24 августа 1925, Нижегородская губерния — 21 ноября 1980, Костромская область) — советский военнослужащий, участник Великой Отечественной войны, полный кавалер ордена Славы, автоматчик взвода разведки 53-й гвардейской танковой бригады, гвардии сержант — на момент представления к награждению орденом Славы 1-й степени.

## Биография
Родился 24 августа 1925 года в деревне Макарьевское ныне Ветлужского района Нижегородской области в семье служащего, учителя сельской школы. Окончил 9 классов. С началом Великой Отечественной войны пришел в военкомат, рвался на фронт. Но не был призван по возрасту. Продолжал учиться в школе, сбегал на фронт, но был пойман и возвращен домой.
Только в декабре 1942 года был мобилизован и направлен в Казань в 39-й учебный снайперский полк. Но снайпером стать не пришлось. В учебной бригаде был зачислен в полк, готовящий наводчиков противотанковых ружей. В июле 1943 года с маршевой ротой направили на пополнение в 6-й гвардейский танковый корпус, на Курскую дугу.
В сентябре, после принятия пополнения, корпус был введен в прорыв и стремительно двинулся по Левобережной Украине к Днепру. В составе 22-й гвардейской мотострелковой бригады с боями шел и красноармеец Громов, участвовал в освобождении городов Сумы, Ромны, Переяслав.
24 сентября 1943 года в составе роты переправился через реку Днепр. Участвовал в боях у села Григоровка на Букринском плацдарме. Был дважды ранен, первый раз легко, после второго ранения провел в госпитале больше месяца. Получив сержантские лычки на погоны, возвратился в родное соединение — 6-й гвардейский танковый корпус. После боев у Святошино и Фастова бригада понесла потери, и гвардии сержант Громов был зачислен автоматчиком взвода разведки 53-й гвардейской танковой бригады. В этом подразделении прошел до конца войны.
С конца декабря 1943 года вновь участвовал в боях за освобождение правобережной Украины, городов Житомир, Бердичев. Разведчики, а среди них и гвардии сержант Громов, все время шли впереди бригады, проводили разведку боем, вскрывали систему обороны противника.
4 марта 1944 года 1-й Украинский фронт начал новое наступление с рубежа реки Горынь. После прорыва обороны стрелковыми частями в бой были введены танки. И опять 53-я гвардейская танковая бригада шла впереди. В этих боях разведчик Громов заслужил первую награду — орден Красной Звезды.
Начиная с середины июля 1944 года, 53-я гвардейская танковая бригада участвовала в окружении и уничтожении бродской группировки противника, в стремительном продвижении корпуса и форсировании Вислы в районе Сандомира, в последующих ожесточенных боях. 17 июля 1944 года у села Красное гвардии сержант Громов с группой бойцов уничтожил расчет крупнокалиберного пулемёта. 21 июля у села Кукизув возвращавшаяся из тыла группа разведкичков была обнаружена гитлеровцами. Громов участвовал в отражении нескольких атак, вынес с поля боя тяжело раненого командира группы. Приказом от 17 августа 1944 года гвардии сержант Громов Сергей Александрович награждён орденом Славы 3-й степени.
Наступление продолжалось. С выходом корпуса на Вислу в районе города Баранув у разведчиков-гвардейцев дел не поубавилось. Разведчики, идя впереди бригады, днем 31 июля захватили на правом берегу Вислы причал с несколькими моторными катерами и паромом — самоходной баржой, обеспечившими переброску на противоположный берег танков бригады у Свиняры. В Висло-Одерской операции, при форсировании реки Пилицы, 16 января 1945 года гвардии сержант Громов с группой разведчиков ворвался в город Радомско. В бою уничтожил 2 огневые точки, мешавшие движению подразделения, и около 10 вражеских солдат. Приказом от 10 марта 1945 года был награждён орденом Славы 2-й степени.
В завершающей войну Берлинской операции, 17 апреля, находясь в разведке в районе населенного пункта Замбра, Громов первым ворвался в село и в уличных боях огнём своего автомата уничтожил 15 противников. При дальнейшем наступлении бригады он 20 апреля первым ворвался в город Барут и, указывая путь танкам, уничтожил из автомата 24 гитлеровца. На следующий день он на головном танке ворвался в город Цоссен, прорвался к переправе через канал у железнодорожного моста и организовал его форсирование. Во время уличных боев в Берлине 28 апреля 1945 года на улице Кайзер-аллея гврадии сержант Громов, находясь в штурмовой группе, увлекал за собой бойцов, врывался в укрепленные дома-доты, гранатами уничтожил вражеский пулемет, перебил много противников. За период боев с 16 апреля сержант Громов записал на свой боевой счет 86 уничтоженных врагов.
Указом Президиума Верховного Совета СССР от 27 июня 1945 года за исключительное мужество, отвагу и бесстрашие, проявленные на заключительном этапе Великой Отечественной войны в боях с вражескими захватчиками гвардии сержант Громов Сергей Александрович награждён орденом Славы 1-й степени. Стал полным кавалером ордена Славы.
В октябре 1945 года гвардии Громов был демобилизован. Окончил курсы машинистов в Вологде, стал работать машинистом паровоза на Северной железной дороге. В 1949 году вступил в ВКП/КПСС. В 1969 году заочно окончил вологодский техникум железнодорожного транспорта. Жил в городе Шарье Костромской области. Работал машинистом в локомотивном депо станции Шарья. Почетный железнодорожник. Скончался 21 ноября 1980 года.
Награждён орденами Красной Звезды, Славы 3-х степеней, медалями. Его именем названа улица в городе Шарье. В городе Ветлуге установлен бюст.